# Kotul László
Kotul László (Budapest, 1958. július 6. – 2018. október 23. előtt) magyar labdarúgó, csatár.

## Pályafutása
1979 nyarán a 22. sz. Volánból igazolt a Bp. Honvédhoz. Az 1979-1980-as bajnoki évben érte el sikereinek csúcsát, miután bajnoki címet nyert a Honvéddal. Az akkori csapatban olyan társai voltak, mint Gujdár Sándor, Kozma Mihály, Esterházy Márton, Dajka László, vagy éppen Pintér Sándor, a honi labdarúgás jeles alakjai. A kiválóságok közé nehéz volt bekerülni, ő négyszer kapott bizalmat Tichy Lajos vezetőedzőtől.  Katonaideje alatt a Kossuth KFSE-ben szerepelt. 1981-ben átigazolt a Bp. Volán csapatához, amellyel több első osztályú évadban szerepelt. Később a harmadosztályban szereplő Rákosmenti TK-ban is megfordult, majd 1988 nyarán az NB. II-be feljutott Dorogi Bányászhoz igazolt. A dorogiakkal újoncként magabiztosan megkapaszkodtak a másodosztályban. A Doroggal aratott legelső bajnoki győzelme éppen a korábbi csapata, a Volán ellen volt, sőt a tavaszi szezonbeli visszavágón is győztek a közlekedésiek otthonában. A legemlékezetesebb mérkőzése a második helyen álló BVSC elleni idegenbeli találkozó volt, ahol kirobbanó formában játszott. Már az első negyedórában góljával vezetéshez juttatta csapatát és végig gólveszélyesen játszott. Az évad végére kérdésessé vált a helye a dorogi gárdában, mivel a tavaszi szezonban a Vácról leigazolt Mózner János és a dorogiak fiatal, saját nevelésű támadója, Szedlacsek István egyenletes jó formája miatt egyre inkább kiszorult a kezdőcsapatból, s végül 1989 nyarán távozott a bányász városból.

## Sikerei, díjai
Bp. Honvéd
- Magyar bajnokság
  - bajnok 1979–80

Bp. Volán
- Magyar bajnokság – NB II
  - bajnok 1981–82